# Félix-Antoine Savard
Félix-Antoine Savard (ur. 31 sierpnia 1896 w Quebecu, zm. 24 sierpnia 1982 tamże) – kanadyjski powieściopisarz i ksiądz katolicki.
Dzieciństwo i młodość spędził w Saguenay. W 1922 otrzymał święcenia kapłańskie, później nauczał przedmiotów humanistycznych, od 1943 wykładał też sztukę na Uniwersytecie Laval. Pisał liryczne powieści z życia chłopów i osadników frankokanadyjskich - Menaud, maître-draveur (1937), L’Abatis (1943), La Minuit (1948), Martin et le pauvre (1959), Le barachois (1959), L’abatis (1969), La Roche Ursule (1972), które przyniosły mu rozgłos. Wydał też zbiory poezji Aux marges du silence (1975) i Discours (1975).